# گیم آواردز ۲۰۱۶
جوایز بازی ۲۰۱۶ (انگلیسی: The Game Awards 2016) نام مراسم اهدا جوایز به بهترین بازی‌های سال ۲۰۱۶ می‌باشد. این برنامه در تئاتر مایکروسافت در لس آنجلس در ۱ دسامبر ۲۰۱۶ برگزار شد. در این مراسم بهترین بازی سال اورواچ شد همچنین این بازی بیشترین جوایز را در این مراسم با دریافت چهار جایزه بدست آورد. هیدئو کوجیما طراح بازی های متال گیر سالید نیز به عنوان جایزه اسطوره صنعت معرفی شد.

## بازی های معرفی شده
بازی های معرفی شده به صورت پیش نمایش که قصد انتشار در آینده را دارند در این مراسم معرفی شدند که به شرح زیر است.
- تأثیر فراگیر: آندرومدا
- مردگان متحرک: مرز جدید
- پری
- نبردهای هیلو ۲
- دث استرندینگ
- افسانه زلدا: نفس وحش
- توفان گلوله (نسخه اکس باکس وان)
- آسمان هیچ‌کس (نسخه اکس باکس وان)
- شوالیه بیل (نسخه نینتندو)

## نامزدهای جوایز اصلی

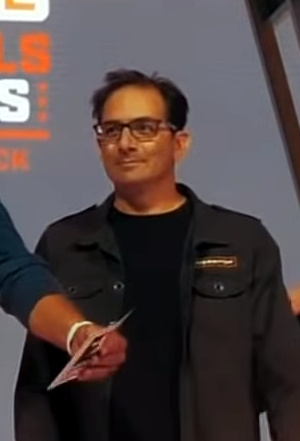
جف کپلان برنده جایزه بهترین کارگردانی برای اورواچ.

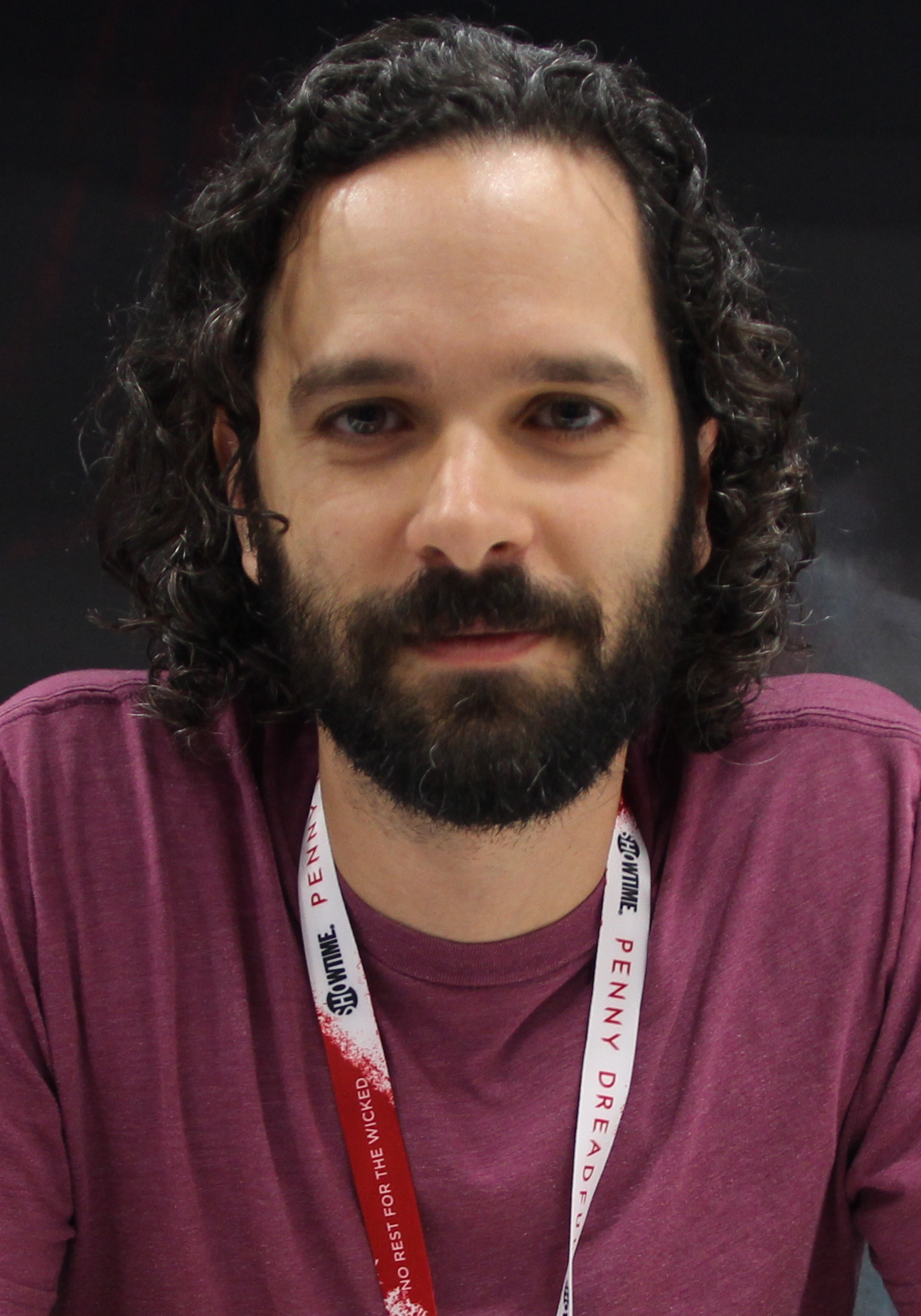
نیل دراکمن برنده جایزه بهترین داستان شخصیت برای آنچارتد ۴: عاقبت یک دزد.

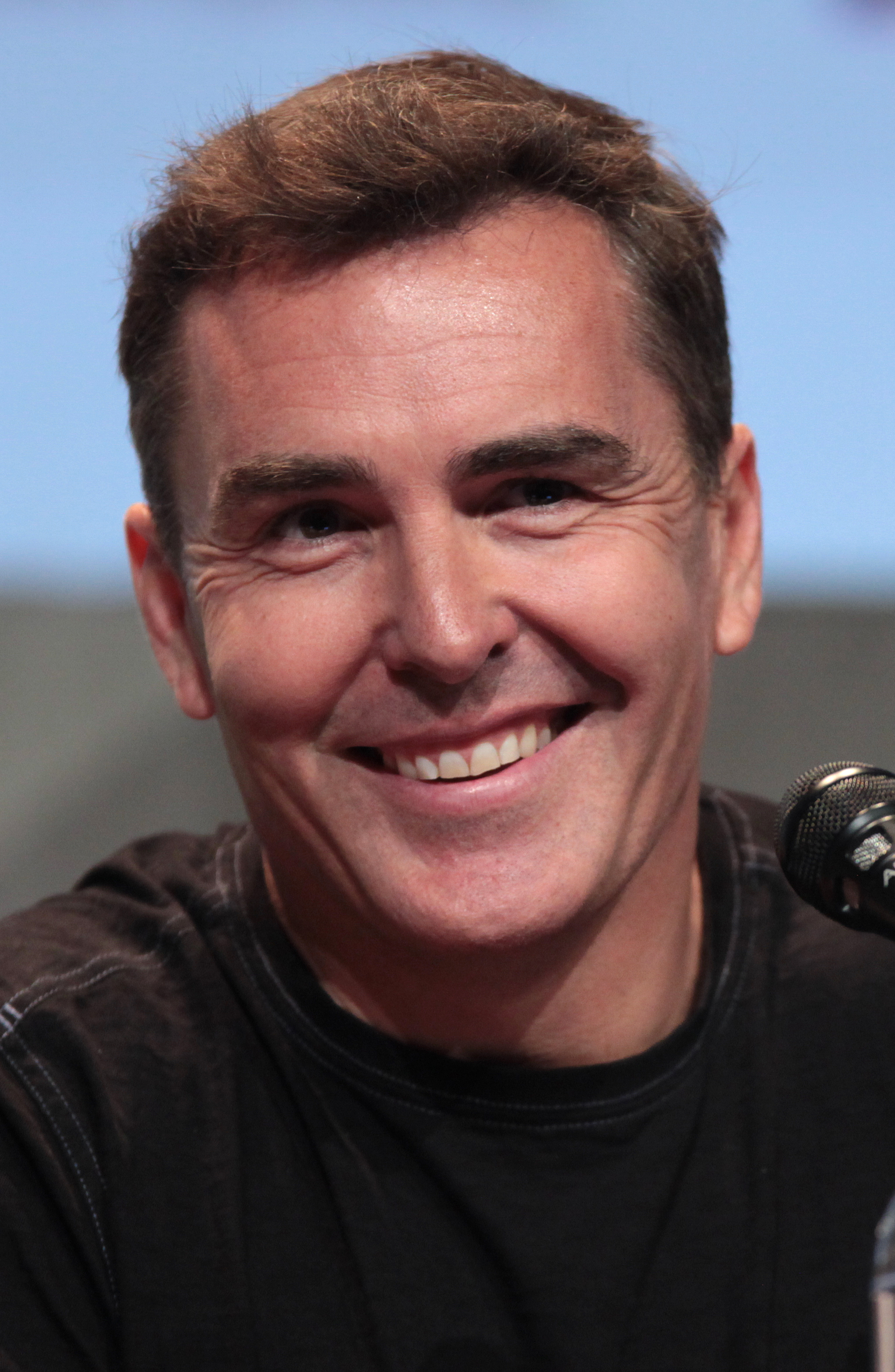
نولان نورث برنده جایزه بهترین عملکرد برای آنچارتد ۴: عاقبت یک دزد.

| بهترین بازی سال | بهترین کارگردانی |
| --- | --- |
| - اورواچ – بلیزارد انترتینمنت - دوم – اید سافت‌ویر - اینساید – پلی‌دد - تایتانفال ۲ – رسپاون اینترتینمنت - آنچارتد ۴: عاقبت یک دزد – ناتی داگ                                                                   | - بلیزارد انترتینمنت (برای اورواچ) - ئی‌ای دایس (برای بتلفیلد ۱) - اید سافت‌ویر (برای دوم) - ناتی داگ (برای آنچارتد ۴: عاقبت یک دزد) - رسپاون اینترتینمنت (برای تایتانفال ۲) |
| بهترین داستان | بهترین کارگردان هنری |
| - آنچارتد ۴: عاقبت یک دزد – نوشته نیل دراکمان و جاش شر - جنگلبان –نوشته الی ماس, کریس رمو, جیک رادکین, و شان وانامن - اینساید – نوشته لوریس بندراپ - مافیا ۳ – نوشته بیل هارمز - بیاید بیرون– نوشته آدام هینز | - اینساید – پلی‌دد - آبژو– گیمز ۵۰۵ - فایرواچ – کمپو سانتو - اورواچ – بلیزارد انترتینمنت - آنچارتد ۴: عاقبت یک دزد – ناتی داگ |
| بهترین طراحی صدا | بهترین عملکرد |
| - دوم – اید سافت‌ویر - بتلفیلد ۱ – ساخته جان سودرکوئیست - اینساید – پلی‌دد - رز – سگا - Thumper – درول | - نولان نورث در نقش ناتان دریک – آنچارتد ۴: عاقبت یک دزد - الکس هرناندز در نقش لینکون کلی – مافیا ۳ - کیسی جونز در نقش دلیا – فایرواچ - امیلی رز در نقش الینا – آنچارتد ۴: عاقبت یک دزد - ریچ سومر در نقش هنری – فایرواچ - تروی بیکر در نقش سم دریک – آنچارتد ۴: عاقبت یک دزد |
| تاثیر گذارترین بازی | بهترین بازی مستقل |
| - That Dragon, Cancer – Numinous Games - Block’hood – Plethora Project - Orwell – Osmotic - Sea Hero Quest – Glitchers - انقلاب ۱۹۷۹: جمعه سیاه – iNK Stories                                                 | - اینساید – پلی‌دد - فایرواچ – کمپو سانتو - هایپر لایت دریفتر – Heart Machine - دره استاردیو – اریک بارون - The Witness – Thekla, Inc. |
| بهترین بازی موبایل | بهتری بازی واقعیت مجازی |
| - پوکمون گو – نیانتیک - کلش رویال – سوپرسل - Fire Emblem Fates – اینتلیجنت سیستمز - Monster Hunter Generations – کپ‌کام - Severed – DrinkBox Studios                                                           | - رز – سگا - بتمن: آرکهام واقعیت مجازی – راک‌استدی استودیوز - Eve: Valkyrie – سی‌سی‌پی گیمز - Job Simulator – Owlchemy Labs - Thumper – Drool |
| بهترین بازی اکشن | بهترین بازی ماجراجویی |
| - دوم – اید سافت‌ویر - بتلفیلد ۱ – ئی‌ای دایس - چرخ‌دنده‌های جنگ ۴ – کوایشن - اورواچ – بلیزارد انترتینمنت - تایتانفال ۲ – رسپاون اینترتینمنت                                                                      | - بی‌آبرو ۲ – آرکین استودیوز - هیتمن – آی‌او اینتراکتیو - هایپر لایت دریفتر – هارت ماشین - رچت و کلنک – اینسامنیاک گیمز - آنچارتد ۴: عاقبت یک دزد – ناتی داگ |
| بهترین بازی نقش آفرینی | بهترین بازی مبارزه ای |
| - ویچر ۳: شکار وحشیانه – خون و شراب – سی‌دی پروجکت - دارک سولز ۳ – فرام سافتور - دئوس اکس: تفرقه بشر – ایدوس-مونترال - دنیای وارکرفت: لژیون – بلیزارد انترتینمنت - سرگذشت زنوبلید X – مانولیت سافت             | - مبارز خیابانی ۵ – کپ‌کام - Killer Instinct Season Three – آیرون گلکسی - The King of Fighters XIV – شرکت اس.ان.کی. - Pokkén Tournament – باندای نامکو انترتینمنت |
| بهترین بازی استراتژی | بهترین بازی خانوادگی |
| - Civilization VI – فیراکسیس گیمز - Fire Emblem Fates – اینتلیجنت سیستمز - The Banner Saga 2 – Stoic - جنگ تمام‌عیار: وارهمر – کریتیو اسمبلی - XCOM 2 – فیراکسیس گیمز                                          | - پوکمون گو – نیانتیک - Dragon Quest Builders – اسکوئر انیکس - لگو جنگ ستارگان: نیرو بیدار می شود – تی‌تی گیمز - رچت و کلنک – اینسامنیاک گیمز - Skylanders: Imaginators – تویز فور باب                                                                                         |
| بهترین بازی ورزشی | بهترین بازی چند نفره |
| - فورتزا هورایزن ۳ – پلی‌گراند گیمز - فیفا ۱۷ – الکترونیک آرتس کانادا - MLB The Show 16 – SIE San Diego Studio - ان‌بی‌ای ۲کا۱۷ –۲کی گیمز - فوتبال تکاملی حرفه‌ای ۲۰۱۷ – کونامی                                   | - اورواچ – بلیزارد انترتینمنت - بتلفیلد ۱ – ئی‌ای دایس - چرخ‌دنده‌های جنگ ۴ – کوالیشن - Overcooked – Ghost Town Games - تایتانفال ۲ – رسپاون اینترتینمنت - رینبو سیکس: سیج – یوبی‌سافت مونترآل                                                                                    |

### تعداد نامزدها
| تعداد نامزدی ها | نام بازی                |
| --------------- | ----------------------- |
| ۸               | آنچارتد ۴: عاقبت یک دزد |
| ۶               | اورواچ                  |
| ۵               | فایرواچ                 |
| ۵               | اینساید                 |
| ۴               | بتلفیلد ۱               |
| ۴               | دوم                     |
| ۴               | تایتانفال ۲             |
| ۲               | چرخ‌دنده‌های جنگ ۴        |
| ۲               | هایپر لایت دریفتر       |
| ۲               | مافیا ۳                 |
| ۲               | پوکمون گو               |
| ۲               | مبارز خیابانی ۵         |

| تعداد جوایز | نام بازی                |
| ----------- | ----------------------- |
| ۴           | اورواچ                  |
| ۲           | آنچارتد ۴: عاقبت یک دزد |
| ۲           | اینساید                 |
| ۲           | پوکمون گو               |
| ۲           | دوم                     |